# Sungai Kapas
Sungai Kapas is een bestuurslaag in het regentschap Merangin van de provincie Jambi, Indonesië. Sungai Kapas telt 5099 inwoners (volkstelling 2010).